# El Coyulito, Guerrero
El Coyulito är en ort i Mexiko.   Den ligger i kommunen Metlatónoc och delstaten Guerrero, i den sydöstra delen av landet, 260 km söder om huvudstaden Mexico City. El Coyulito ligger 1 399 meter över havet och antalet invånare är 119.
Terrängen runt El Coyulito är kuperad söderut, men norrut är den bergig. Runt El Coyulito är det ganska glesbefolkat, med 43 invånare per kvadratkilometer. Närmaste större samhälle är San Vicente Zoyatlán, 17,5 km norr om El Coyulito. I omgivningarna runt El Coyulito växer huvudsakligen savannskog.